# Brie Bella

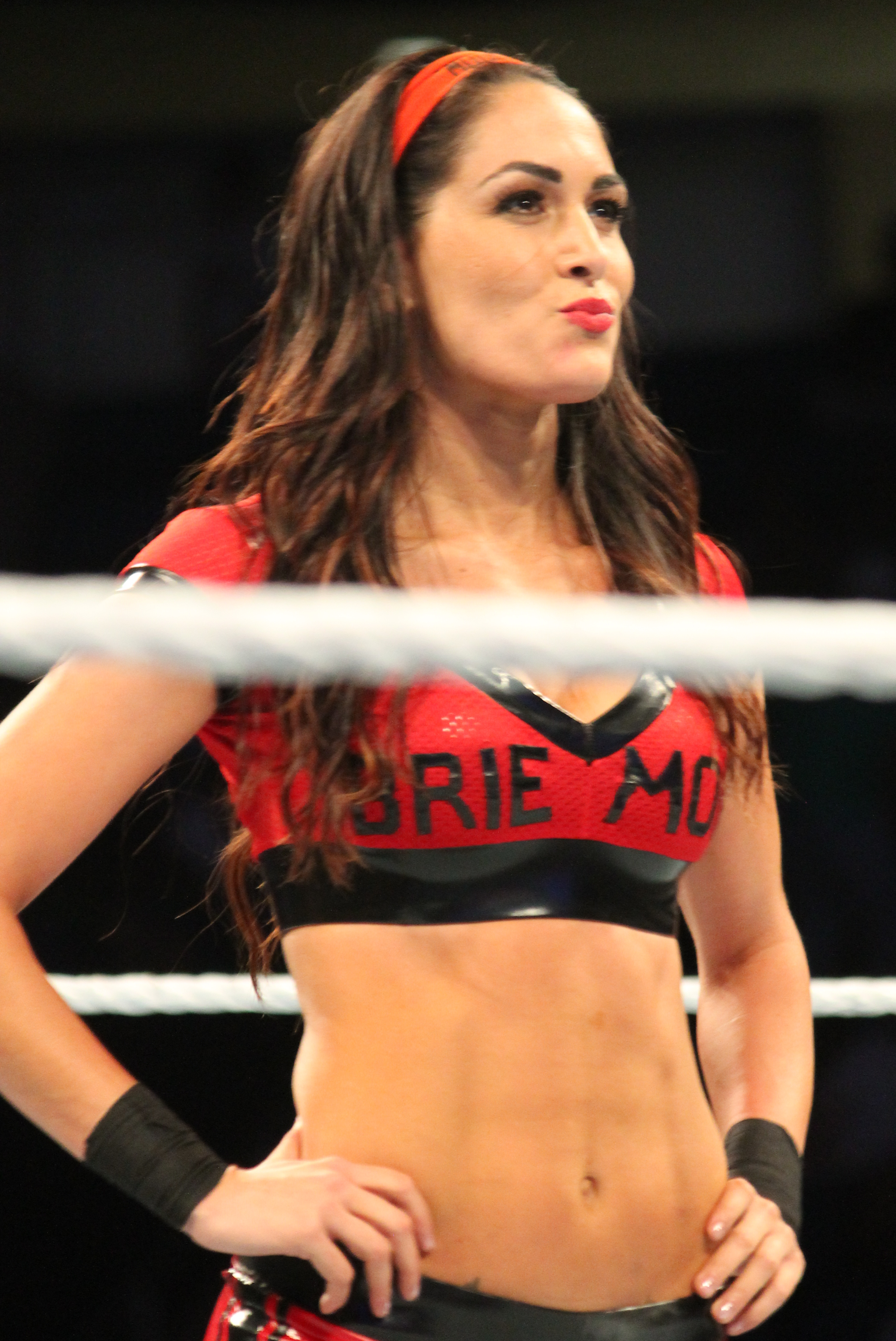
2014 szeptemberében

Brianna Monique Garcia-Colace (ismertebb nevén Brie Bella) ( San Diego, Kalifornia,           1983. november 21. –) visszavonult amerikai profi pankrátor és színésznő. Jelenleg a WWE-vel áll szerződésben; ringneve Brie Bella.

## Eredményei
Pro Wrestling Illustrated
- PWI rank: Brie 16. a legjobb 50 női egyéni birkózó között, a PWI Nő Top 50 kategóriájában, 2014-ben.

Wrestling Observer Newsletter
- Legrosszabb Feud az évben (2014) – Brie vs. Nikki
- Legrosszabb Feud az évben (2015) – Team PCB vs. Team B.A.D. vs. Team Bella

WWE
- WWE Divas Championship (1x)
  - 2011. április 11.: Legyőzte Eve Torres-t a RAW-on.

Slammy Awards (3x) 
- Az Év Párja (Couple of the Year) (2013, 2014) – Daniel Bryan-el
- Az Év Dívája (Diva of the Year) (2013)

## Bevonuló zenéi
- Kim Sozzi & Jim Johnston – "You Can Look (But You Can't Touch)" (2008–2014 között, Nikki Bella vagy Alicia Fox csapattársaként)
- CFO$ – "Beautiful Life" (2014. szeptember 5.– napjainkig)

## Magánélete
Brianna 2014. április 11-én feleségült ment Daniel Bryanhoz, aki szintén WWE pankrátor volt. Előtte a Poison nevű zenekar gitárosával, Richie Kotzennel állt kapcsolatban, ám ez nem volt hosszú életű. Brianna az állatok és a környezetvédelem szószólója; arra használja fel a Total Divas adásait is, hogy az embereket tájékoztassa a környezeti és az állati kegyetlenség kérdéseiről. Ikertestvére Nikki Bella, aki szintén pankrátor.

## Fordítás
- Ez a szócikk részben vagy egészben  a   Brie_Bella_(wrestler) című angol Wikipédia-szócikk fordításán alapul.  Az eredeti cikk szerkesztőit annak laptörténete sorolja fel. Ez a jelzés csupán a megfogalmazás eredetét és a szerzői jogokat jelzi, nem szolgál a cikkben szereplő információk forrásmegjelöléseként.